# Juglans mandshurica
Juglans mandshurica, es un árbol caducifolio del género Juglans (sección Cardiocaryon), nativa de la región del este asiático (China, extremo oriente de Rusia, Península de Corea). 

## Descripción
Juglans mandshurica alcanza un tamaño de hasta unos 25 m de altura. Las hojas son alternas, de 40-90 cm de largo, imparipinnadas, con 7-19 foliolos de 6-17 cm de largo y 2-7,5 cm de ancho (serrado el margen o serrulados, ápice acuminado). Las flores masculinas están en amentos colgantes de 9-40 cm de largo, las flores femeninas polinizadas por el viento (abril-mayo) son terminales, se encuentran en espigas de 4 a 10, la maduración en agosto-octubre con frutos secos, de 3-7,5 × 5.3 cm, con cáscara verde muy gruesa.
El árbol es excepcionalmente resistente (hasta al menos -45 °C), tiene un relativamente corto período de vegetación en comparación con otras especies, crece rápidamente y se cultiva como ornamental en las regiones templadas más frías en todo el hemisferio norte. (Por ejemplo, se ha encontrado que crece satisfactoriamente en Edmonton, Alberta, Canadá.)  Los núcleos de las nueces son comestibles, pero pequeñas y difíciles de extraer. La madera está en uso, pero es menos valiosa que la de Juglans regia o Juglans nigra.

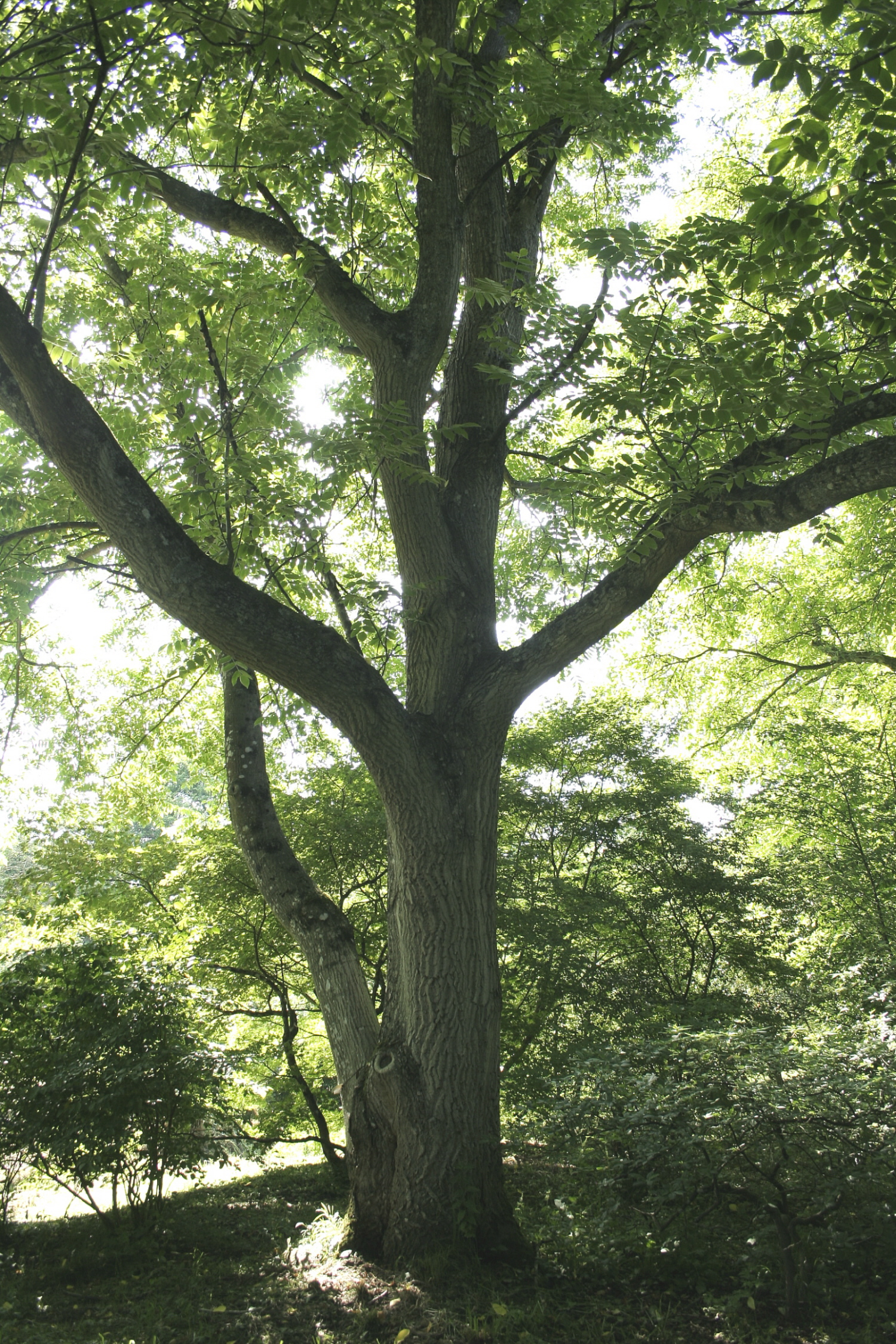

Juglans cathayensis, se caracteriza por los foliolos tomentosos, producir más flores por espiga y crecer al sur del Huang He, a veces se reconoce como una especie separada de J. mandshurica.
El japonés Nogal japonés : 鬼胡桃 ( oni-gurumi ) aparece como Juglans mandshurica var. sachalinensis (syn Juglans ailantifolia) 
Juglans mandshurica contiene e irradia mucho menores cantidades de compuestos alelopáticos (como juglona ) que otras populares especies de Juglans y por lo general no causa efectos importantes alelopáticos en el cultivo.

## Taxonomía
Juglans mandshurica fue descrita por Carl Maximowicz y publicado en Bulletin de la Classe Physico-Mathématique de l'Académie Impériale des Sciences de Saint-Pétersbourg 15: 127. 1856.
Sinonimia
- Juglans cathayensis Dode
- Juglans cathayensis var. formosana (Hayata) A.M. Lu & R.H. Chang
- Juglans collapsa Dode
- Juglans draconis Dode
- Juglans formosana Hayata
- Juglans stenocarpa Maxim.[5]